# Clausognathiidae
Clausognathiidae is een familie in de taxonomische indeling van de tandmondwormen (Gnathostomulida). Het onderliggende geslacht heet Clausognathia.